# Cystodictya divisa
Cystodictya divisa is een mosdiertjessoort uit de familie van de Cystodictyonidae. De wetenschappelijke naam van de soort is voor het eerst geldig gepubliceerd in 1900 door Rogers.